# کرستا (کالیفرنیا)
کرستا (به انگلیسی: Cresta) یک منطقهٔ مسکونی در ایالات متحده آمریکا است که در شهرستان بیوت، کالیفرنیا واقع شده‌است. کرستا ۴۸۲ متر بالاتر از سطح دریا واقع شده‌است.